# Togo (hund)

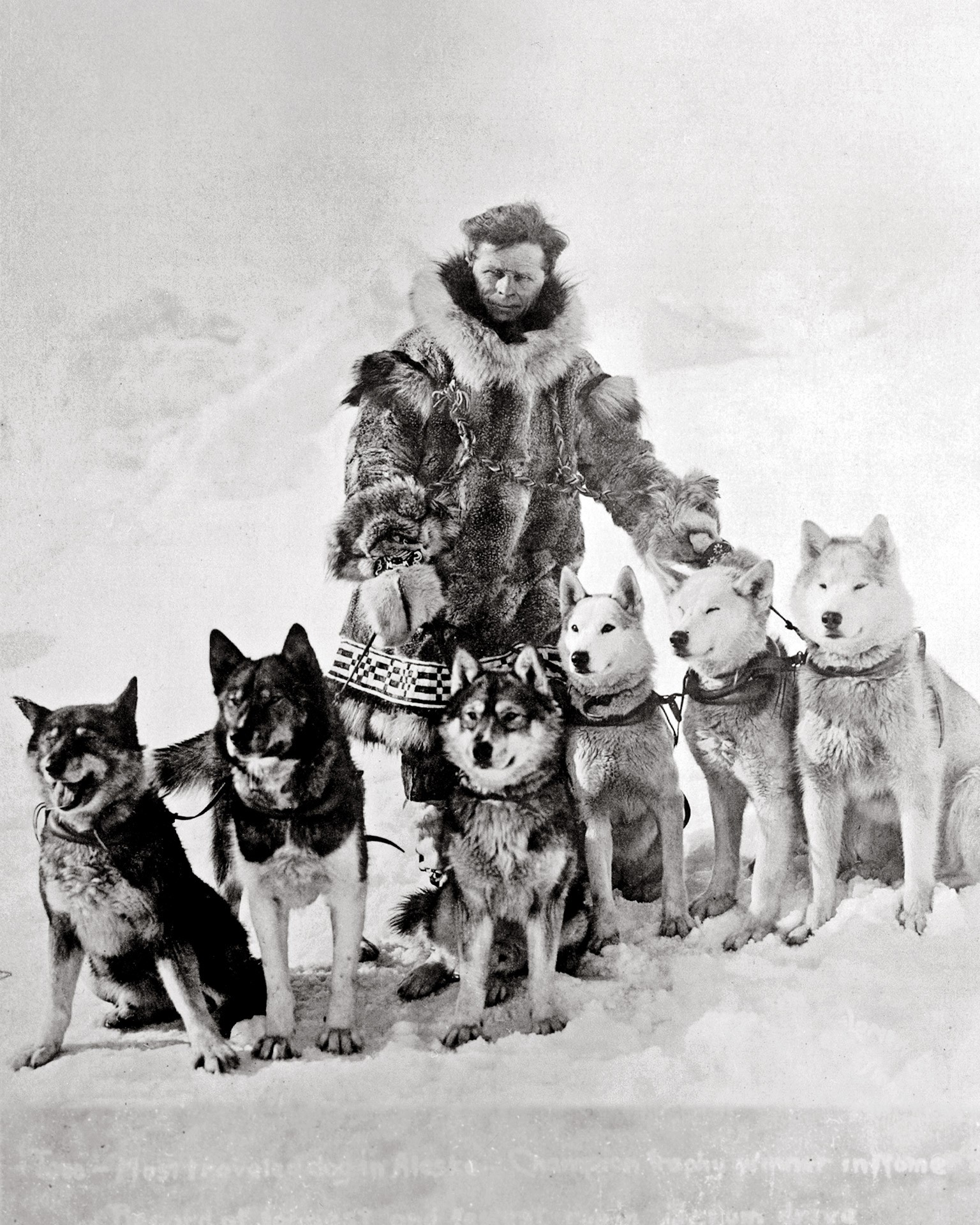
Leonhard Seppala poserar med sex av sina slädhundar, cirka 1924-1925. Hundarnas namn är från vänster till höger - Togo, Karinsky, Jafet, Pete, okänd hund, Fritz.

Togo, född i oktober 1913 i Little Squaw Creek i Alaska, död 5 december 1929 i Poland Spring i Maine i USA, var en amerikansk slädhund. Han var den ledarhund som förde Leonhard Seppalas ekipage den svåraste och längsta etappen av den berömda hundslädefärden som förde serum till Nome i januari 1925 över en sträcka på 1 085 kilometer i västra och norra Alaska.
Togo var en siberian husky och en ättling till Leonhard Seppalas tidigare ledarhund "Suggen". Han fick sitt namn efter den japanske amiralen Tōgō Heihachirō. I början visade Togo inga tecken på att han skulle kunna bli en bra slädhund. Han var mindre än normalt. Vid vuxen ålder vägde han 22 kilogram. Han hade en svart, brun och grå päls, som fick honom att alltid se smutsig ut.
Som valp var han sjuk och krävde mycket vård av Seppalas fru Constance. Han var djärv och ostyrig, och hans beteende tolkades som att han blivit bortskämd under vårdtiden för sin sjukdom. Eftersom Seppala inte ansåg honom lämplig som slädhund, skänkte Seppala bort honom som sällskapshund vid sex månaders ålder. Efter några få veckor som husdjur, hoppade Togo genom ett fönster och sprang många kilometer tillbaka till Seppalas kennel. Efter detta fick han stanna hos Seppala. 
Vid åtta månaders ålder visade Togo sin förmåga som slädhund. Han hade sprungit efter Seppalas hundspann och sovit, utan att något märkt det, i närheten av Seppalas övernattningsstuga. Nästa dag såg Seppala honom på långt avstånd och Togo fortsatte sedan att störa Seppala i hans arbete genom att försöka leka med arbetshundarna och förleda dem till att lämna spåret och göra utfall mot renar. Seppala nödgades sätta dragsele på Togo för att få kontroll över honom och spänna honom sist i spannet. Där lugnade Togo ned sig, och Seppala flyttade steg för steg upp Togo utmed draglinan till dess Togo mot slutet av dagen delade ledarpositionen med ledarhunden "Russky". Togo hade tillryggalagt 121 kilometer under sin första dag i dragsele, vilket var en prestation för en oerfaren slädhund, speciellt för en unghund. 
Seppala påbörjade därefter träning av Togo, och efter några år meriterade han sig för rollen som ledarhund. Han blev en av Seppalas mest uppskattade hundar, och den ömsesidigt givande relationen dem emellan fortsatte till Togos död. Vid serumtransporten till Nome 1925 var han tolv år gammal och hade varit ledarhund i sju år.

## Serumtransporten
Huvudartikel: Serumtransporten till Nome
Den första omgången med 300 000 serumdoser mot ett begynnande utbrott av difteri i Nome levererades med tåg från Anchorage till Nenana, där den togs om hand av den första av tjugo slädförare och över ett hundra hundar, vilka transporterade serumet i stafett den 1 085 kilometer långa sträckan till Nome. 
Togo och Seppala tog sig 274 kilometer från Nome på tre dagar för att hämta upp serumet i Shaktoolik den 21 januari. Temperaturen beräknas ha varit minus 34 °C och stormvindarna åstadkom ett vindavkylningsindex på minus 65 °C.
Återfärden gick tvärs över den utsatta öppna isvidden över Norton Sound. Nattmörkret och snöstormen förhindrade Seppala att se spåret, men Togo navigerade hundspannet fram till raststugan vid Isaac's Point på stranden klockan åtta på kvällen, vilket räddade sällskapet från en säker död. Efter att ha färdats 134 kilometer under en dag, sov sällskapet sex timmar, innan slädfärden återupptogs klockan två på natten. Vinden ökade till 29 meter/sekund. Ekipaget färdades över is som höll på att brytas upp, följandes strandkanten. De kom tillbaka till fast mark för att köra över Little McKinley Mountain, en klättring på 1.500 meter i höjdled. Efter att ha kommit ner igen till nästa raststuga i Golovin, överlämnade Seppala serumet till Charlie Olson, som i sin tur lämnade över det till Gunnar Kaasen med dennes spann, med Balto som ledarhund.
| ”                                | Den hund som ofta får beröm för att räddat staden är Balto, men denne råkade bara vara den hund som ledde den sista 88-kilometersträckan i loppet. Den slädhund som stod för lejonparten av transportarbetet var Togo. Hans bit av resan, präglad av snöstormar, var den längsta på 322 kilometer och innefattade en överfart över det farliga Norton Sound — där han räddade livet på sitt spann och sin förare i en modig simtur genom isflaken. | „ |
| – Katy Steinmetz i Time Magazine | |   |

## Efter serumtransporten
I oktober 1926 gjorde Seppala, med hundspann och med Togo i ledningen, en färd från Seattle i delstaten Washington till Kalifornien. Seppala och Togo lockade stor publik till stadion och varuhus och de uppträdde också i en reklamkampanj för cigarettmärket Lucky Strike. I New York körde Seppala sitt hundspann från Stadshuset längs Fifth Avenue och gjorde en sväng genom Central Park. Sällskapet framträdde flera gånger i Madison Square Garden, där Roald Amundsen också överlämnade en guldmedalj till Togo.
De ställde framgångsrikt upp i flera tävlingar med hundslädar i New England. Togo pensionerades i Poland Spring i Maine, där Seppala satt upp en kennel. Han avlivades där i december 1929 vid 16 års ålder.
Seppala berättade på gamla dagar att "jag hade aldrig en annan så bra hund som Togo. Hans uthållighet, lojalitet och intelligens kunde inte vara större. Togo var den bästa hund som någonsin tagit sig fram på Alaskaleden."